# Sangha-Gesetz (Thailand)
Das thailändische Sangha-Gesetz (thailändisch พระราชบัญญัติคณะสงฆ์, RTGS Phraratchabanyat Khana Song), in der Literatur meist unter der englischen Bezeichnung Sangha Act, ist die gesetzliche Regelung zur staatlichen Kontrolle der Organisation und Verwaltung der buddhistischen Mönchsgemeinschaft (Mahāsangha) Thailands. Es wurde erstmals 1902 erlassen (45 Paragraphen), 1941 im demokratischen Sinn überarbeitet (60 Paragraphen) und 1962 zu einer streng zentralistischen Ausgestaltung revidiert. Letztere Fassung ist im Kern bis heute in Kraft.
Nach allen Fassungen steht an der Spitze der oberste Mönchspatriarch (Saṅgharāja; สมเด็จพระสังฆราช, Somdet Phra Sangkharat). Durch die Bestimmungen der aktuellen Version kommen dem Saṅgharāja und seinem Obersten Rat (Mahāthera samāgama, มหาเถรสมาคม, Mahatherasamakhom, wörtlich „Versammlung der Ältesten“) aus höchstrangigen Klerikern weitreichende Kontroll- und Weisungsbefugnisse über die nominell unabhängigen Äbte der einzelnen Klöster zu, die in dieser Form durch die Lehre des Buddha nicht gedeckt sind. Dies führte auch zur Herausbildung eines Systems „geistlicher Ränge“ (Samanasak, สมณศักดิ์) von denen in Thailand gegenwärtig 62 unterschieden werden.

## 1902
Durch das Gesetz von 1902 schuf man als Exekutivorgan die Mahāthera samāgama (Quorum 5). Die praktische Ausgestaltung der Verwaltung erfolgte durch den Königssohn und zehnten Patriarchen Vajirañāṇavarorasa. Die Ergänzungen zum Gesetz 1931 und 1933 legten fest, dass die Genehmigung eines Tempelbezirks (Sīmā, einer Art „Freistatt“) im Amtsblatt zu veröffentlichen ist, bzw. dass eine Eigentumsübertragung von Tempelgrund eines Gesetzes bedarf.

## 1941
Das demokratisch inspirierte Sangha-Gesetz von 1941 kopierte fast eins zu eins den weltlichen Staatsaufbau. Es sah als Institutionen vor:
1. Saṅghasabhā, (สังฆสภา, Sangkhasapha) die „Mönchs-Synode“, mit maximal 45 Mitgliedern – analog zur weltlichen Nationalversammlung (Ratthasapha)
2. Gana vinayadhara (คณะวินัยธร, Khana Winaithon), die geistlichen Gerichtshöfe, auch hier gab es einen Drei-Instanzenzug wie bei den ordentlichen Gerichten im weltlichen Bereich
3. das „Kabinett“ (คณะสังฆมนตรี, Khana Sangkhamontri) mit exekutiver Funktion, vom Patriarchen ernannt, mit maximal zehn Mitgliedern. Gegliedert in vier Bereiche: Verwaltung, Mission, Ausbildung sowie Bauten – eine Analogie zum weltlichen Regierungskabinett (Khana Ratthamontri). Dem Kabinett stand ein Sangha Nayok, also ein „Sangha-Premierminister“ vor. Diesem kam die administrative Leitung der Sangha zu, während der Oberste Patriarch (Saṅgharāja) nur noch zeremonielles Oberhaupt war (wie der König in der konstitutionellen Monarchie)

Dem Kabinett unterstand eine territoriale Gliederung, die wiederum dem weltlichen Staatsaufbau nachempfunden war und über Regionen (phak), Provinzen (changwat), Bezirke (amphoe), Gemeinden (tambon) bis hinunter zu den Klöstern (wat) als kleinste Einheit ging. Ein Ziel des Gesetzes war, die Vormachtstellung des bis dahin privilegierten, aber viel kleineren Ordens Thammayut-nikai über den Mahānikai, dem die große Mehrzahl der Klöster und Mönche angehörte aufzuheben.
Vom Konzil beschlossene Verordnungen (saṅghāṇati, สังฆาณัติ, Sangkhanat) ergingen indirekt durch den Patriarchen.
Nach dem Gesetz sollte innerhalb von acht Jahren das seit dem 19. Jahrhundert bestehende Schisma in zwei separate Orden, den traditionell königsnahen, elitäreren Thammayut-nikai und den eher volksnahen Mahānikai, überwunden werden. Als Vorbild dazu gründete die Regierung 1942 den neutralen Wat Samahathat, dem zwölf Thammayut- und ebenso viele Mahanikai-Mönche angehörten. Die Wiedervereinigung scheiterte jedoch.

## 1962
Die Streitigkeiten zwischen Mahānikai (92 % der Tempel) und der in der Synode mit fast der Hälfte der Sitze überrepräsentierten Thammayut um die Nachfolge des 1958 verstorbenen obersten Patriarchen nutzte die Regierung des Diktators Sarit Thanarat, als Vorwand, das Sangha-Gesetz von 1962 zu erlassen, sodass die Organisation nun streng hierarchisch und zentralistisch ist. Die Sangkhasapha und die anderen, einer demokratischen Regierung nachempfundenen Organe des Sangha-Gesetzes von 1941 wurden durch dieses wieder abgeschafft.
Seither übt der Saṅgharāja die Sangha-interne Rechtssetzung, Rechtsprechung und Verwaltung aus. Er steht dem weisungsbefugten „Obersten Rat“ des Mahātherasamakhom vor. Diesem gehören alle Ordinierten im Somdet-Rang, plus vier bis acht Ernannte an. Die Aufnahme in das Konzil geschieht theoretisch nach Dienstalter von Äbten bestimmter bedeutender Tempel, die diese Posten jedoch wiederum nur bei nachgewiesener Regimetreue erreichen können. Kaum Chancen haben Angehörige heterodoxer Strömungen wie Santi Asoke, Dhammakaya oder der im Nordosten verbreiteten Waldmönchbewegung, wobei letztere allerdings seit den 1960ern eher in den Mainstream aufgenommen werden. Die Trennung und Unabhängigkeit der beiden Orden – Thammayut und Mahanikai – wurde durch das Gesetz von 1962 bestätigt.
Auf regionaler Ebene folgt man der Gliederung des Staates in Provinzen und Amphoe. Als staatlicher Kontrolleur ist der Generaldirektor der Abteilung für religiöse Fragen im Erziehungsministerium ex officio als Generalsekretär beigestellt. Die Zentralgewalt erhielt das Recht der Zensur (niggaha-kamma) und darf die Rückversetzung eines Mönchs in den Laienstand anbefehlen (จับสึก, jap seuk), was ggf. mit Mitteln des Strafrechts (§§ 206-8 ThaiStGB) durchgesetzt werden kann.
Staatliche Stellen
Die staatlichen Kontrollorgane wurden zuletzt 2002 reorganisiert. Das „Amt für religiöse Angelegenheiten“ im Erziehungsministerium wurde getrennt in eine „Abteilung für nationalen Buddhismus“ in der Staatskanzlei und ein „Amt für religiöse Angelegenheiten“, das nun im Kultusministerium angesiedelt ist. Während ersteres für Verwaltungsfragen der Theravada-Sangha zuständig ist, kümmert man sich in letzterem um die wenigen Mahāyāna-Tempel, christlichen Kirchen aber auch allgemeine kulturelle religiöse Aktivitäten, wie Tempelfeste usw. Unterhalb der Ebene des Konzils bleiben Mahanikai und Thammayut vollkommen getrennt.